# Хросно (Лодзинське воєводство)
Хросно (пол. Chrosno) — село в Польщі, у гміні Ланента Кутновського повіту Лодзинського воєводства.
Населення — 257 осіб (2011).
У 1975-1998 роках село належало до Плоцького воєводства.

## Демографія
Демографічна структура станом на 31 березня 2011 року:
|          | Загалом | Допрацездатний вік | Працездатний вік | Постпрацездатний вік |
| -------- | ------- | ------------------ | ---------------- | -------------------- |
| Чоловіки | 120     | 26                 | 81               | 13                   |
| Жінки    | 137     | 29                 | 78               | 30                   |
| Разом    | 257     | 55                 | 159              | 43                   |